# Her Awakening
Her Awakening és una pel·lícula muda estrenada el 28 de setembre de 1911, dirigida per D. W. Griffith i protagonitzada per Mabel Normand. Aquesta és de les primeres pel·lícules en que Normand va tenir un paper substancial. Aquest drama va ajudar a establir la seva carrera. La pel·lícula va ser produïda per la Biograph Company i es va rodar entre el 21 i 22 d'agost de 1911 en els seus estudis de Fort Lee (Nova Jersey). Existeix una còpia al Museum of Modern Art a New York.

## Argument
És la història d'una noia que se sent avergonyida de la seva mare que ja és molt gran i coixa. Ella treballa a l'oficina d'un servei de bugaderia i allà coneix un noi del que s'enamora. Avergonyida de la seva mare i del lloc on viu, no li permet que la vingui a visitar sinó que s'estima més trobar-se fora. Un dia, que passegen tots dos es troba la seva mare i fa veure que no la coneix. Pocs minuts després, veu la seva pobra mare que ha estat atropellada per un automòbil. La seva mare mor degut a l'accident, i el dolor de la pobra noia no té límits mentre acarona la crossa que portava la seva estimada mare. El jove, que ho ha presenciat tot li diu que ell l'estima igual.

## Repartiment
- Mabel Normand (la filla)
- Harry Hyde (l'enamorat)
- Kate Bruce (la mare)
- Edwin August
- William J. Butler (metge)
- Donald Crisp (testimoni de l'accident)
- Frank Evans (testimoni de l'accident)
- Robert Harron (testimoni de l'accident)
- J. Jiquel Lanoe (metge/testimoni de l'accident)
- Fred Mace  (client de la bugaderia)
- Charles Hill Mailes (testimoni de l'accident)
- Vivian Prescott  (empleat de la bugaderia)
- W.C. Robinson (testimoni de l'accident)
- Marion Sunshine
- Kate Toncray (testimoni de l'accident)